# Dipterocarpus humeratus
Dipterocarpus humeratus  (лат.) — вид тропических деревьев из рода Диптерокарпус семейства Диптерокарповые. Распространён во влажных тропических лесах Калимантана и Суматры. Встречается в нетронутых лесах на высоте до 600 (по другим данным 700) метров над уровнем моря. Высота дерева достигает 59 метров (это один из самых высоких диптерокарпусов). Dipterocarpus humeratus был впервые описан в 1927 году.